# Джон-Дей

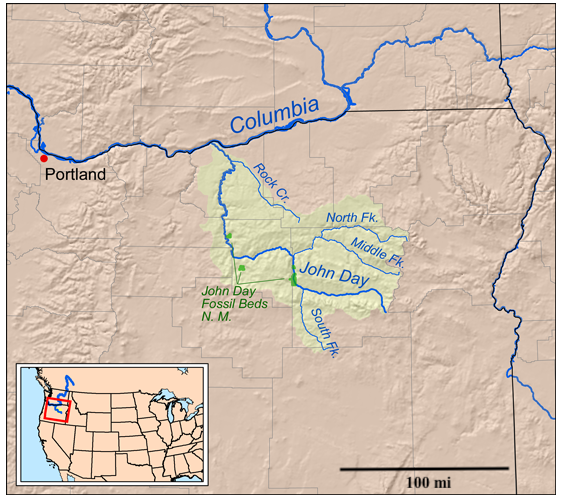
Схема бассейна реки Джон-Дей

Джон-Дей (англ. John Day River) — река в США, в северо-восточной части штата Орегон. Левый приток реки Колумбия. Длина составляет 452 км; площадь бассейна — 20 720 км². Средний расход воды — 58 м³/с. Высота устья — 82 м.
Река названа в честь траппера Джона Дея, участника экспедиции Астор 1810—1812 годов. Водосбор реки включает большую часть западной стороны горного хребта Голубые горы. Джон-Дей протекает через засушливую малонаселённую часть штата, к востоку от Каскадных гор. Берёт начало в районе хребта Строберри, в округе Грант и течёт сперва на запад, затем резко поворачивает на север, затем снова на запад, после чего протекает преимущественно в северном направлении вплоть до своего устья. Впадает в реку Колумбия в 26 км к северо-востоку от городка Биггс, в водохранилище Уматилья, сформированное плотиной Джон-Дей, находящейся в 3,2 км ниже от устья реки.
На реке нет ни одной плотины. Значительная часть воды Джон-Дей используется для орошения.